# Modestana
Modestana is een geslacht van rechtvleugeligen uit de familie sabelsprinkhanen (Tettigoniidae). De wetenschappelijke naam van dit geslacht is voor het eerst geldig gepubliceerd in 1955 door Beier.

## Soorten
Het geslacht Modestana omvat de volgende soorten:
- Modestana ebneri Ramme, 1926
- Modestana kraussi Padewieth, 1900
- Modestana modesta Fieber, 1853